# Лекомцев Владислав Олексійович
Владислав Олексійович Лекомцев (нар. 8 грудня 1994 року, село Ромашкіно, Удмуртія, Російська Федерація) — російський спортсмен, двократний чемпіон паралімпійських ігор 2014 року по біатлону та з лижних перегонів, трикратний бронзовий призер паралімпійських ігор 2014 року, трикратний чемпіон світу з лижних перегонів з ураження опорно-рухового апарату. Заслужений майстер спорту Росії (11 березня 2014 року).

## Біографія
Студент Удмуртського державного університету за спеціальністю «психолог».
Спортсмен-інструктор ФДБУ «Центр спортивної підготовки збірних команд Росії». Тренується в Республіканській школі вищої спортивної майстерності. Тренер Андрій Максимов.

## Спортивні досягнення
Паралімпійські ігри
- Золото (2014 рік) — біатлон, 7,5 км, чоловіки, стоячі[2];
- Золото (2014 рік) — лижні перегони, відкрита естафета 4 x 2,5 км;
- Бронза (2014 рік) — лижні перегони, 20 км, чоловіки стоячі[2];
- Бронза (2014 рік) — лижні перегони, спринт вільний стиль, 1 км, чоловіки, стоячі.
- Бронза (2014 рік) — лижні перегони, 10 км вільним стилем, чоловіки, стоячі.

Чемпіонати світу
- Золото (2013 рік) — лижні перегони, 10 кілометрів класичним стилем[3]
- Золото (2013 рік) — біатлон, спринтерська гонка класичним стилем[4]
- Золото (2013 год) — лижні перегони, лижна естафета[5]

Загальне зарахування Кубку світу
- Бронза (2013/2014)
- Срібло (2012/2013)

## Нагороди
- Орден «За заслуги перед Вітчизною» IV ступеню (2014 рік)[6].